# Stawamus Chief Provincial Park
Der Stawamus Chief Provincial Park ist ein Provincial Park in British Columbia, Kanada. Er liegt am Howe Sound südlich von Squamish am Highway 99. Der Park wurde 1997 errichtet und umfasst eine Fläche von 530 Hektar. Hauptattraktion des Parks ist der Stawamus Chief, ein über 700 Meter hoher Granitmonolith, der über den Howe Sound aufragt. Er wird oft als „zweithöchster Monolith der Welt“ bezeichnet. Seinen Namen hat er nach dem Dorf der First Nations zu seinen Füßen, Sta-a-mus. Für die First Nations ist der Berg von hoher spiritueller Bedeutung.
Der Park liegt im Bereich des im September 2021 neu eingerichteten Biosphärenreservat Atl'ka7tsme/Howe Sound, einem der drei UNESCO-Biosphärenreservate in der Provinz.
Bei dem Park handelt es sich um ein Schutzgebiet der Kategorie III (Naturdenkmal).

## Flora und Fauna
Das Ökosystem von British Columbia wird mit dem Biogeoclimatic Ecological Classification (BEC) Zoning System in verschiedene biogeoklimatischen Zonen eingeteilt. Biogeoklimatische Zonen zeichnen sich durch ein grundsätzlich identisches oder sehr ähnliches Klima sowie gleiche oder sehr ähnliche biologische und geologische Voraussetzungen aus. Daraus resultiert in den jeweiligen Zonen dann auch ein sehr ähnlicher Bestand an Pflanzen und Tieren. Der Park wird nach dieser Systematik der Coastal Western Hemlock Zone mit der Subzone Dry Maritime (CWHdm) zugeordnet.

## Aktivitäten
Der Stawamus Chief ist ein beliebtes Ziel für Bergsteiger, seine steile Westseite ist bei Felskletterern populär. Der Berg hat drei Gipfel, die durch tiefe Einschnitte voneinander getrennt sind. Der Südgipfel ist 602 Meter, der mittlere Gipfel 655 Meter hoch und der Nordgipfel, der höchste Gipfel, erreicht 702 Meter. Alle drei Gipfel sind durch Wege erreichbar, von ihrer baumfreien Granitoberfläche bieten sich jeweils ein prächtiger Ausblick.
Der Park hat 18 Stellplätze für Wohnmobile und 45 vorbereitete Flächen für Zelte und verfügt nur über sehr einfache Sanitäranlagen. Mit 746.547 Besuchern (Personentagen) in der Saison 2023/2024, die von April bis März geht, gehörte er zur Gruppe der zehn am meisten besuchten Parks der Provinz. Die Masse der Besucher, rund 98 %, sind dabei Tagesbesucher.

## Benachbarte Parks
Die nächstgelegenen Provincial Parks im Sea-to-Sky Corridor sind, in Richtung Norden entlang dem Highway 99, zuerst der Alice Lake Provincial Park und dann der Brandywine Falls Provincial Park. In Richtung Süden ist der nächste Park der Shannon Falls Provincial Park und dann, nach dem Murrin Provincial Park der Porteau Cove Provincial Park. Richtung Westen liegen der Brackendale Eagles Provincial Park und der Tantalus Provincial Park. Östlich des Alice Lake Provincial Park liegt der Garibaldi Provincial Park.